# Naturschutzgebiet Unteres Recknitztal
Koordinaten: 54° 12′ 0,5″ N, 12° 33′ 31,8″ O

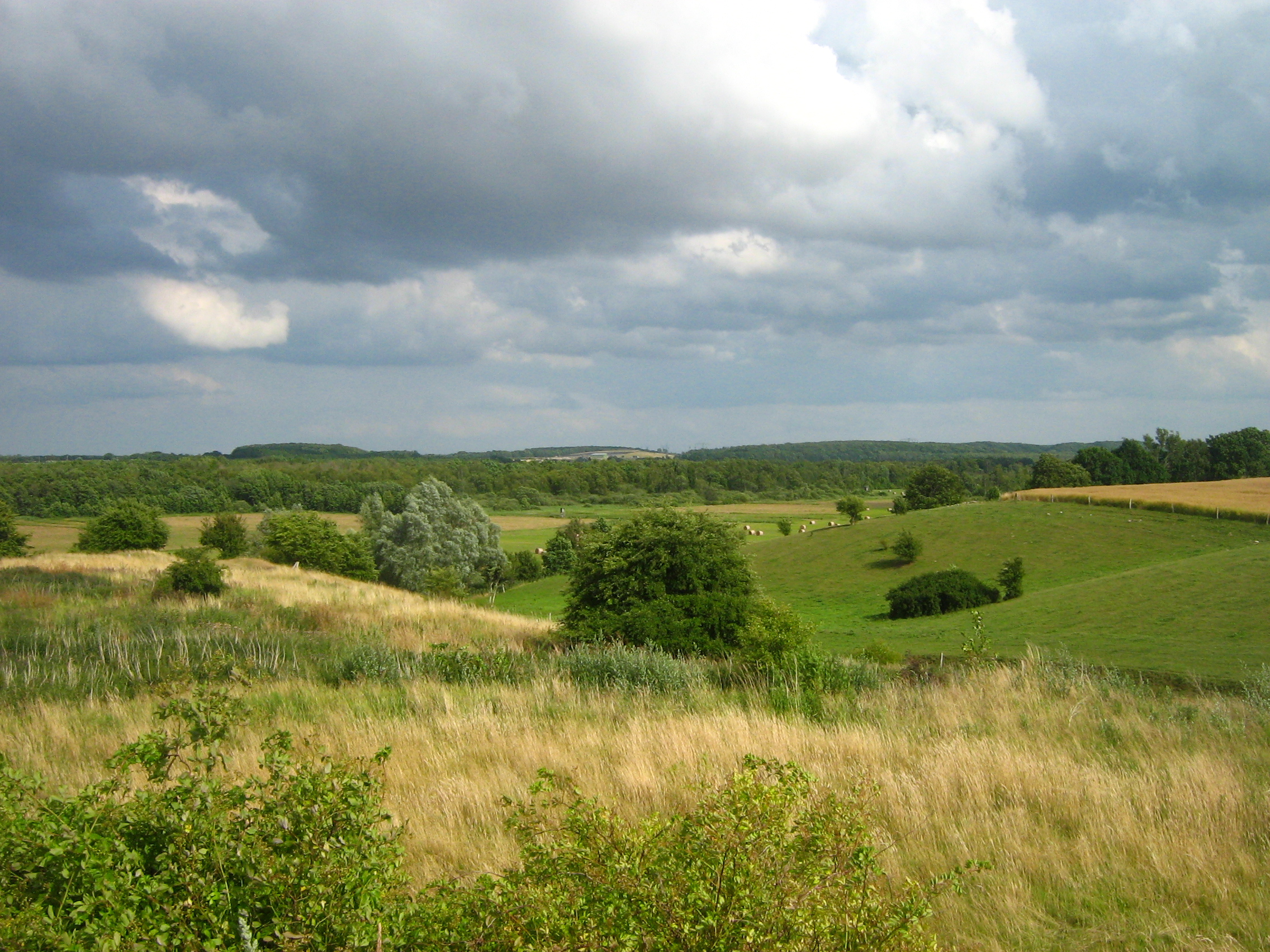
Blick von der westlichen Hangterrasse der Recknitz auf das Naturschutzgebiet

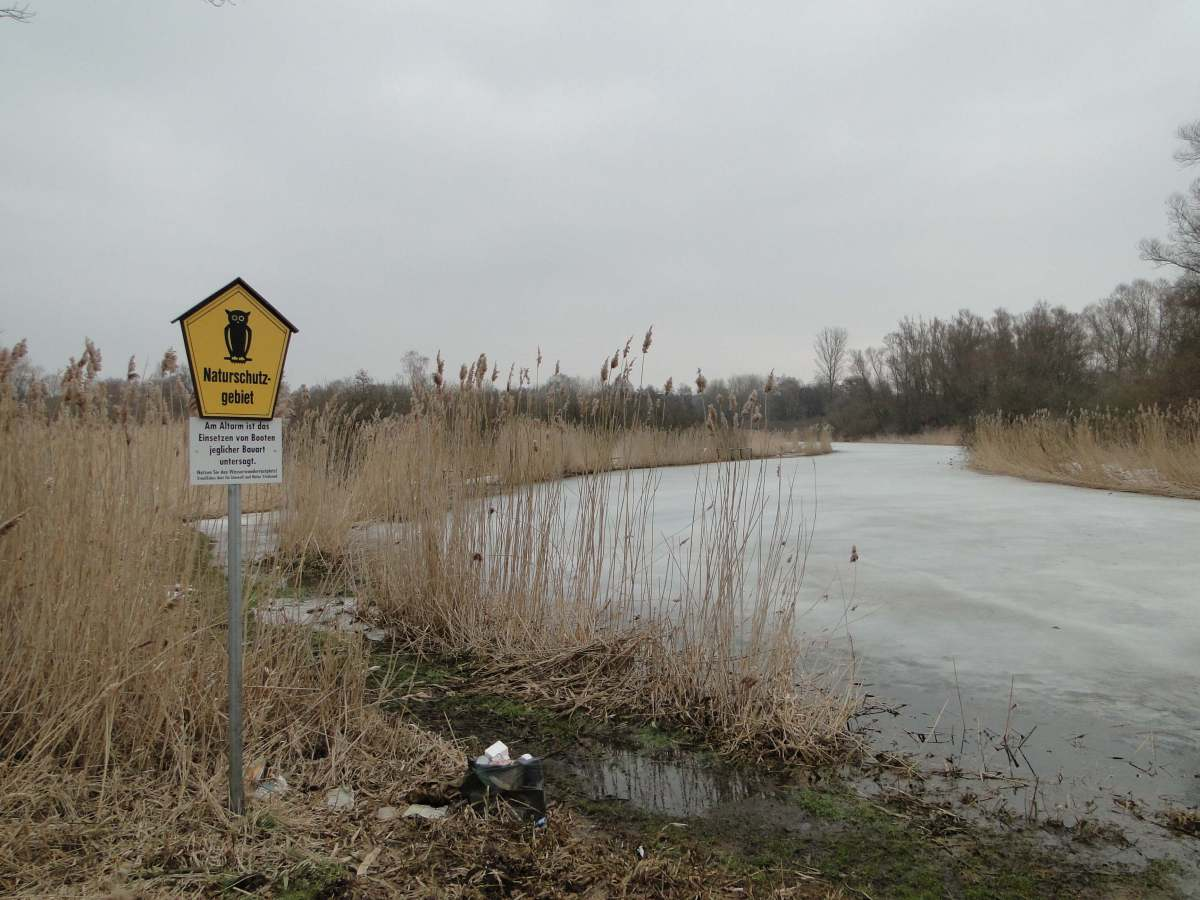
Altarm der Recknitz

Das Naturschutzgebiet Unteres Recknitztal ist ein Naturschutzgebiet in Mecklenburg-Vorpommern östlich der Stadt Marlow. Es umfasst 1470 Hektar und soll den Ausschnitt eines Flusstalmoores sowie der angrenzenden Talhänge schützen. Die Ausweisung erfolgte 1984 mit zwei Erweiterungen in den Jahren 1990 und 1994. Der Unterlauf des Tribohmer Baches, der bei Gruel in die Recknitz mündet, gehört zum Naturschutzgebiet Unteres Recknitztal.
Der Gebietszustand des NSG ist nur befriedigend, da die Moorflächen trotz Nutzungsaufgabe weiterhin entwässert werden. Artenreiche Feuchtwiesen unterliegen der Sukzession mit Gehölzaufwuchs. Das Gebiet kann auf Wanderwegen durchquert werden.

## Historie
Die Flächen wurden durch ihre Nässe und Unwegsamkeit erst spät in Nutzung genommen. Auf der Schwedischen Matrikelkarte zeigen sich nur die schmalen Überflutungsräume im Randbereich als Wiesen genutzt. Um 1750 begannen geplante Entwässerungsmaßnahmen, welche zu Wiesen- und Weidennutzung führten. Weiterhin wurde der wirtschaftlich bedeutsame Torf zu Heizzwecken abgebaut. Umfangreiche Eingriffe erfolgten im Rahmen der Komplexmelioration zu DDR-Zeiten mit Umbruch, Neuansaat und Mineraldüngung. Trotz allem zählt das Gebiet heute zu den wenigen größeren Niedermoorgebieten im Bundesland, die nicht vollständig in Saatgrasland umgewandelt wurden. Die Recknitz wurde im oberen Bereich des Naturschutzgebietes begradigt. Viele Altarme des Flusses blieben jedoch erhalten.

## Pflanzen- und Tierwelt
Durch die umfangreiche Schutzgebietsfläche ist die Pflanzen- und Tierwelt vielgestaltig. In den Altarmen und offenen Torfstichen finden sich Wasserpflanzen wie z. B. Krebsschere, Wasserfeder, Gemeiner Wasserschlauch und Froschbiss. Die Ufer sind von Schilfröhrichten, Großseggenrieden und Erlen-Grauweidengebüschen gesäumt. Die ursprüngliche Vegetation des Durchströmungsmoores, die aus Groß- und Kleinseggenrieden mit hohem Braunmoosanteil bestand, ist nur noch rudimentär vorhanden. An ihrer Stelle finden sich heute Rohrglanzgrasriede und Schlangenknöterich-Kohldistelwiesen. Botanische Besonderheiten sind Orchideen sowie Fieberklee, Knäuel-Binse und Kleiner Baldrian.
Auf den Hängen der Talrandbereiche, die teilweise zum Naturschutzgebiet gehören, stocken Buchenwälder. Zahlreiche Fischarten sind in den Gewässern nachgewiesen. In den Altarmen kommen z. B. Gründling, Hecht, Schmerle, Ukelei und Flussbarsch vor. Weiterhin finden sich zahlreiche Libellenarten, wie Gebänderte Prachtlibelle, Mond-Azurjungfer, Zweifleck, Kleine Pechlibelle, Weidenjungfer. Im Fluss leben zahlreiche Molluskenarten. Das Gebiet bietet etwa 100 Brutvogelarten Lebensraum, darunter Schreiadler, Bekassine, Rohrdommel, Wachtelkönig und Blaukehlchen. Bei den Säugetieren sind die Vorkommen von Fischotter und Biber hervorzuheben.